# Lars Ivar Moldskred
Lars Ivar Moldskred (Tjørvåg, 12 novembre 1978) è un calciatore norvegese, portiere del Tjørvåg.

## Carriera
Moldskred iniziò la carriera con la maglia dello Hødd, squadra per cui giocò 142 incontri e per cui mise a segno anche una rete. Passò poi al Molde, per cui debuttò nella Tippeligaen il 25 luglio 2004: difese i pali della squadra nella sconfitta casalinga per tre a due contro il Brann.
Passò in seguito al Lillestrøm, per cui esordì il 28 giugno 2008: fu titolare nella sconfitta per due a uno contro lo Strømsgodset. Non riuscì però ad imporsi come titolare e fu così ceduto in prestito, proprio allo Strømsgodset. Giocò il primo incontro per il Godset il 13 aprile 2009, nella sconfitta per uno a zero sul campo del Bodø/Glimt. Collezionò 26 apparizioni in campionato con questa maglia.
Il Lillestrøm non gli offrì un rinnovo contrattuale e il calciatore si liberò a parametro zero il 31 dicembre 2009. Il 2 aprile 2010 passò agli islandesi del KR Reykjavík.